# Technetium-99m
Technetium-99m, Tc-99m eller 99mTc, er en radioaktiv isotop af grundstoffet technetium med en halveringstid på 6 timer. Tc-99m henfalder ved gammahenfald, hvorved der udsendes gammastråling med energi 141 keV.
Tc-99m er meget anvendt i nuklearmedicin som radioaktiv del af sporstoffer til diagnostik.

## Henfald af technetium-99m
Tc-99m er en exciteret tilstand af grundtilstanden Tc-99 (uden m). Exciterede tilstande af atomkerner har normalt meget korte halveringstider, under 1 nanosekund.:175  Halveringstiden for Tc-99m er halveringstid 6,01 time , og en sådan exciteret tilstand med en "lang" halveringstid kaldes metastabil, heraf m i Tc-99m.
Den exciterede tilstand Tc-99m henfalder til grundtilstanden, og den den frigjorte energi udsendes i det fleste tilfælde (89%) som gammastråling med energi på kiloelektronvolt = 141 keV:
{\displaystyle {}^{99m}\mathrm {Tc} \rightarrow {}^{99}\mathrm {Tc} +\gamma }
Dette er den hyppigste mulighed. I en del tilfælde henfalder den exciterede tilstand ved intern konversion, hvor energien overføres til en elektron, som så flyver væk fra atomet med høj fart.
Både gammastråling og lys er fotoner, forskellen er energien. En energi på 141 keV = 141.000 eV er meget højere end energien fra synligt lys, som er ca. 2-3 eV.

### Videre henfald af technetium-99
Grundtilstanden Tc-99 er i sig selv radioaktiv, men med en meget længere halveringstid på over 200.000 år. Tc-99 henfalder til ruthenium-99 ved β--henfald:
{\displaystyle {}^{99}\mathrm {Tc} \rightarrow {}^{99}\mathrm {Ru} +\beta ^{-}}
For et givet antal atomer vil aktiviteten (målt i becquerel, Bq) være meget lavere for 99Tc end for 99mTc. Da halveringstiden for 99Tc er ca. 300 millioner gange længere end halveringstiden for 99mTc, sker henfaldene ca. 300 millioner gange langsommere.

## Medicinsk brug af Tc-99m
I nuklearmedicin er 99mTc meget anvendt til radioaktive sporstoffer. Fælles for disse sporstoffer er, at gammastrålingen fra 99mTc gør det muligt at følge, hvor stoffet har bevæget sig hen i kroppen. Gammastrålingen fra 99mTc kan afbildes med et gammakamera.
Halveringstiden på 6 timer er lang nok til, at de er god tid til at foretage mange typer fysiologiske undersøgelser med brug af 99mTc. Samtidig er halveringstiden kort nok til, at radioaktiviteten hurtigt aftager, sådan at hverken patienten eller dennes omgivelser får ret store stråledoser.
I denne sammenhæng kan henfaldsproduktet 99Tc (uden m) betragtes som ikke-radioaktivt. Det indsprøjtede antal 99mTc-atomer vil henfalde til 99Tc-atomer. Men når henfaldene af 99Tc sker ca. 300 millioner gange langsommere, vil aktiviteten af 99Tc være 300 millioner gange lavere end den injicerede aktivitet af 99mTc var. I praksis endnu mindre, fordi stoffet vil udskilles af kroppen.

## Fremstilling af technetium-99m (technetium-generatoren)
En technetium-generator indeholder radioaktivt molybdæn-99, som henfalder til technetium-99m ved beta-henfald:
{\displaystyle {}^{99}\mathrm {Mo} \rightarrow {}^{99m}\mathrm {Tc} +\beta ^{-}}
Halveringstiden af 99Mo er 66 timer, dvs. knap tre døgn. En nuklearmedicinsk afdeling får normalt leveret en technetium-generator til ugens start, og kan så få 99mTc fra generatoren gennem ugen. Tc-generatoren bliver normalt hentet igen af firmaet efter mindst 3 måneder, hvor den ikke længere er radioaktiv, men bly-afskærmning m.v. kan genbruges i nye Tc-generatorer.
Technetium fra generatoren kan høstes (elueres) ved at skylle generatoren igennem med saltvand. Saltvandet opløser technetium, ikke molybdæn, så 99Mo forbliver i generatoren, mens 99mTc er opløst i saltvandet. Den kemiske form er pertechnetat, ionen TcO4-.
Et øgenavn for en Tc-generator er "koen": Ligesom en ko malkes for mælk, "malkes" Tc-generatoren for technetium.